# Ława pokutników
Ława pokutników (ang. Mourners' bench) względnie ława zainteresowanych (ang. Anxious bench, Anxious seat) – w praktyce religijnej ewangelikalizmu umowne miejsce wyznaczone w obiektach (np. świątyniach, publicznych audytoriach), w których odbywają się spotkania ewangelizacyjne i przeznaczone dla osób pozytywnie reagujących na apel ewangelisty w ramach rytuału wezwania ołtarzowego (publicznego zaproszenia). Znajduje się ono zwykle blisko ambony, ołtarza lub podwyższenia, z którego przemawia prowadzący ewangelizację mówca. Do miejsca tego udają się osoby pragnące rozmawiać z duchownym (lub innym działaczem religijnym), nawracać się od swoich grzechów i oddać swoje życie Chrystusowi, a przez to doświadczyć duchowej przemiany. Opisywane miejsce może być także wyznaczone poza pomieszczeniem, w którym odbywa się ewangelizacja, np. w odrębnym namiocie, w zakrystii kościoła, w sektorze na stadionie.

## Geneza
Podczas organizowanych na przełomie XVIII i XIX wieku masowych spotkań ewangelizacyjnych, zwłaszcza tzw. spotkań obozowych (ang. camp meetings) ludzi chętnych do przyjęcia porady duszpasterskiej lub modlitwy o zbawienie zapraszano pod koniec kazania „do przodu”, czyli w miejsce, skąd wygłaszane było orędzie ewangelizacyjne. Niekiedy zachęcano ich do zajmowania miejsc na specjalnie rezerwowanych ławach. Zajęcie tam miejsca stanowiło deklarację gotowości przyjęcia posługi religijnej ze strony organizatorów ewangelizacji. Ewangeliści i ich współpracownicy mieli dzięki temu jasność co do tego, kto odpowiedział pozytywnie na sformułowany apel. Za czołowych prekursorów tej praktyki uznaje się metodystów.

## Kształt praktyki
Praktyka grupowania pokutujących trwale rozpowszechniła się w XIX wieku. Szczególnym powodem jej powodzenia była towarzysząca ewangelistom chęć policzenia osób, które jednoznacznie zaakceptowały ich sugestię, by doświadczyć w swoim życiu nawrócenia. Ława pokutujących, ale i namioty modlitewne, sale porad duszpasterskich i inaczej nazwane wyodrębnione miejsca spotkania ewangelistów z wiernymi, poza posługą duszpasterską służyły ustaleniu rezultatów statystycznych ewangelizacji, które duchowni nierzadko przedstawiali później potencjalnym sponsorom ich działalności.
W Polsce występowała praktyka zbliżona do czynności związanych z ławą pokutników (przejście do wyodrębnionego miejsca). Miało to miejsce m.in. w działalności Społeczności Chrześcijańskiej, a później podczas organizowanych przez luterańskich neopietystów Tygodni Ewangelizacyjnych w Dzięgielowie. W latach 70. XX w. w Dzięgielowie osoby pozytywnie odpowiadające na apel ewangelisty udawały się na rozmowę z duszpasterzem w zakrystii kaplicy „na Kępie”.